# 데즈카 기시에이

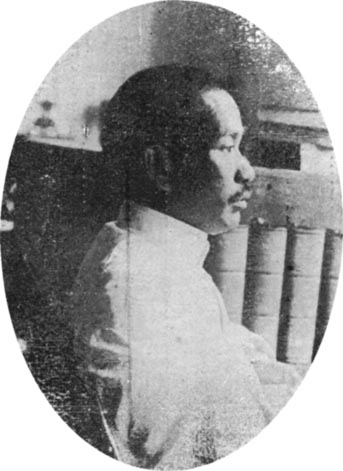

데즈카 기시에이(일본어: 手塚 岸衛, てづか きしえ, 1880년 7월 13일 ~ 1936년 10월 7일)는 일본의 교육자이다.

## 같이 보기
- 도모에 학원
- 지유가오카
- 지유가오카 역 (도쿄 도)